# 文學界新人賞
文學界新人賞（ぶんがくかいしんじんしょう）は、 文藝春秋が発行する文芸雑誌『文學界』の公募新人賞である。年に1度募集され、中間発表は『文學界』4月号に、受賞作は『文學界』5月号に掲載される。受賞者には賞金50万円と記念品が与えられる。規定枚数が400字詰原稿用紙で70 - 150枚と、他の純文学系文芸誌が主催する新人文学賞と比べて短めであることが特徴的である。毎年9月末日が締切日。ウェブサイトでの応募も受け付けている。
純文学系の公募している新人賞には他に、群像新人文学賞、新潮新人賞、すばる文学賞、文藝賞、太宰治賞などがある。

## 受賞作一覧

### 第1回から第10回
| 回（年）               | 応募総数 | 賞         | 受賞者     | 受賞作                     |
| ---------------------- | -------- | ---------- | ---------- | -------------------------- |
| 第1回（1955年度）      |          | 受賞       | 石原慎太郎 | 「太陽の季節」             |
| 第2回（1956年度）      |          | 受賞       | 堀内伸     | 「彩色」                   |
| 第3回（1957年度・上）  | 1028編   | 受賞       | 菊村到     | 「不法所持」               |
| 第3回（1957年度・上）  | 1028編   | 佳作       | 野淵敏     | 「水の歌」                 |
| 第4回（1957年度・中）  |          | 受賞       | 城山三郎   | 「輸出」                   |
| 第4回（1957年度・中）  | 佳作     | 川端康夫   | 「涼み台」 |                            |
| 第5回（1957年度・下）  | 1256編   | 受賞       | 沼田茂     | 「ある遺書」               |
| 第6回（1958年度・上）  | 1082編   | 受賞       | 仁田義男   | 「墓場の野師」             |
| 第7回（1958年度・下）  | 1521編   | 受賞       | 深田祐介   | 「あざやかなひとびと」     |
| 第7回（1958年度・下）  | 1521編   | 優秀作     | 千早耿一郎 | 「銅像の町」               |
| 第7回（1958年度・下）  | 1521編   | 優秀作     | 山下宏     | 「王国とその抒情」         |
| 第7回（1958年度・下）  | 1521編   | 優秀作     | 大谷誠     | 「荒野の人」               |
| 第7回（1958年度・下）  | 1521編   | 優秀作     | 中川裕朗   | 「煙と白骨」               |
| 第8回（1959年度・上）  | 1524編   | 受賞       | 石川信乃   | 「基隆港」                 |
| 第8回（1959年度・上）  | 1524編   | 次席       | 三好漠     | 「遠い声」                 |
| 第9回（1959年度・下）  | 1224編   | 受賞       | 岡松和夫   | 「壁」                     |
| 第9回（1959年度・下）  | 1224編   | 佳作       | 井上京三   | 「奇妙な月」               |
| 第10回（1960年度・上） | 1093編   | 受賞作なし | 受賞作なし | 受賞作なし                 |
| 第10回（1960年度・上） | 1093編   | 佳作       | 早川隆     | 「Q市長の縮小について」    |
| 第10回（1960年度・上） | 1093編   | 佳作       | 長谷川敬   | 「窓になる少年」           |
| 第10回（1960年度・上） | 1093編   | 佳作       | 杉啓之     | 「ちっぽけなインディアン」 |

### 第11回から第20回
| 回（年）               | 応募総数 | 賞         | 受賞者     | 受賞作                       |
| ---------------------- | -------- | ---------- | ---------- | ---------------------------- |
| 第11回（1960年度・下） | 1109編   | 受賞       | 福田道夫   | 「バックミラーの空漠」       |
| 第11回（1960年度・下） | 1109編   | 佳作       | 蔵本次郎   | 「易行門」                   |
| 第11回（1960年度・下） | 1109編   | 佳作       | 野淵敏     | 「遠い音」                   |
| 第12回（1961年度・上） | 1009編   | 受賞作なし | 受賞作なし | 受賞作なし                   |
| 第12回（1961年度・上） | 1009編   | 佳作       | 野淵敏     | 「蔦蘿行」                   |
| 第12回（1961年度・上） | 1009編   | 佳作       | 古田義一   | 「間宮海峡」                 |
| 第13回（1961年度・下） | 1008編   | 受賞作なし | 受賞作なし | 受賞作なし                   |
| 第13回（1961年度・下） | 1008編   | 佳作       | 楠本薩夫   | 「砂崖の下の家」             |
| 第14回（1962年度・上） | 906編    | 受賞作なし | 受賞作なし | 受賞作なし                   |
| 第14回（1962年度・上） | 906編    | 佳作       | 久保輝巳   | 「栞の秋」                   |
| 第15回（1962年度・下） | 1053編   | 受賞       | 阿部昭     | 「子供部屋」                 |
| 第15回（1962年度・下） | 1053編   | 佳作       | 中川裕朗   | 「一九三三年二月二十日の死」 |
| 第16回（1963年度・上） | 1056編   | 受賞作なし | 受賞作なし | 受賞作なし                   |
| 第16回（1963年度・上） | 1056編   | 佳作       | 葉山修平   | 「現在完了」                 |
| 第17回（1963年度・下） | 938編    | 受賞作なし | 受賞作なし | 受賞作なし                   |
| 第17回（1963年度・下） | 938編    | 佳作       | 広田国臣   | 「独楽」                     |
| 第17回（1963年度・下） | 938編    | 佳作       | 小沼燦     | 「鍵の音」                   |
| 第18回（1964年度・上） | 956編    | 受賞       | 長谷川敬   | 「青の儀式」                 |
| 第18回（1964年度・上） | 956編    | 受賞       | 五代夏夫   | 「那覇の木馬」               |
| 第19回（1964年度・下） | 982編    | 受賞作なし | 受賞作なし | 受賞作なし                   |
| 第20回（1965年度・上） | 895編    | 受賞       | 高橋光子   | 「蝶の季節」                 |
| 第20回（1965年度・上） | 895編    | 佳作       | 森万紀子   | 「単独者」                   |

### 第21回から第30回
| 回（年）               | 応募総数 | 賞         | 受賞者     | 受賞作                   |
| ---------------------- | -------- | ---------- | ---------- | ------------------------ |
| 第21回（1965年度・下） | 987編    | 受賞作なし | 受賞作なし | 受賞作なし               |
| 第21回（1965年度・下） | 987編    | 佳作       | 野呂邦暢   | 「ある男の故郷」         |
| 第22回（1966年度・上） | 1037編   | 受賞       | 野島勝彦   | 「胎」                   |
| 第23回（1966年度・下） | 1086編   | 受賞       | 丸山健二   | 「夏の流れ」             |
| 第23回（1966年度・下） | 1086編   | 受賞       | 宮原昭夫   | 「石のニンフ達」         |
| 第24回（1967年度・上） | 1038編   | 受賞       | 桑原幹夫   | 「雨舌」                 |
| 第24回（1967年度・上） | 1038編   | 佳作       | 山田智彦   | 「犬の生活」             |
| 第25回（1967年度・下） | 1216編   | 受賞作なし | 受賞作なし | 受賞作なし               |
| 第25回（1967年度・下） | 1216編   | 佳作       | 斎藤昌三   | 「タナトス」             |
| 第25回（1967年度・下） | 1216編   | 佳作       | 加藤とみを | 「鼠おとし」             |
| 第26回（1968年度・上） | 1093編   | 受賞       | 斎藤昌三   | 「拘禁」                 |
| 第26回（1968年度・上） | 1093編   | 受賞       | 犬飼和雄   | 「緋魚」                 |
| 第27回（1968年度・下） | 1028編   | 受賞       | 加藤富夫   | 「神の女」               |
| 第28回（1969年度・上） | 1213編   | 受賞       | 内海隆一郎 | 「雪洞にて」             |
| 第29回（1969年度・下） | 1239編   | 受賞       | 森内俊雄   | 「幼き者は驢馬に乗って」 |
| 第29回（1969年度・下） | 1239編   | 佳作       | 橒川修     | 「羽化」                 |
| 第30回（1970年度・上） | 1045編   | 受賞       | 前田隆之介 | 「使徒」                 |

### 第31回から第40回
| 回（年）               | 応募総数 | 賞         | 受賞者     | 受賞作                 |
| ---------------------- | -------- | ---------- | ---------- | ---------------------- |
| 第31回（1970年度・下） | 1182編   | 受賞       | 樋口至宏   | 「僕たちの祭り」       |
| 第31回（1970年度・下） | 1182編   | 受賞       | 田中泰高   | 「鯉の病院」           |
| 第32回（1971年度・上） | 1258編   | 受賞       | 河野修一郎 | 「探照燈」             |
| 第32回（1971年度・上） | 1258編   | 受賞       | 長谷川泰行 | 「鎮魂歌」             |
| 第32回（1971年度・上） | 1258編   | 佳作       | 加奈山径   | 「他人からの案内状」   |
| 第32回（1971年度・上） | 1258編   | 佳作       | 中谷礼順   | 「敵機」               |
| 第33回（1971年度・下） | 1342編   | 受賞       | 東峰夫     | 「オキナワの少年」     |
| 第33回（1971年度・下） | 1342編   | 受賞       | 大久保操   | 「昨夜は鮮か」         |
| 第33回（1971年度・下） | 1342編   | 佳作       | 梅原稜子   | 「円い旗の河床」       |
| 第34回（1972年度・上） | 1257編   | 受賞作なし | 受賞作なし | 受賞作なし             |
| 第34回（1972年度・上） | 1257編   | 佳作       | 対馬康夫   | 「四辺形」             |
| 第34回（1972年度・上） | 1257編   | 佳作       | 加藤保栄   | 「風船ガムの海」       |
| 第35回（1972年度・下） | 1258編   | 受賞       | 広松彰     | 「塗りこめられた時間」 |
| 第35回（1972年度・下） | 1258編   | 受賞       | 黎まやこ   | 「五月に――」           |
| 第35回（1972年度・下） | 1258編   | 佳作       | 青木哲夫   | 「夏の伝説」           |
| 第35回（1972年度・下） | 1258編   | 佳作       | 野章雨     | 「日本人」             |
| 第36回（1973年度・上） | 927編    | 受賞       | 青木八束   | 「蛇いちごの周囲」     |
| 第37回（1973年度・下） | 1258編   | 受賞       | 高橋揆一郎 | 「ぽぷらと軍神」       |
| 第37回（1973年度・下） | 1258編   | 受賞       | 吉田健至   | 「ネクタイの世界」     |
| 第38回（1974年度・上） | 927編    | 受賞作なし | 受賞作なし | 受賞作なし             |
| 第39回（1974年度・下） | 1197編   | 受賞       | 春山希義   | 「雪のない冬」         |
| 第39回（1974年度・下） | 1197編   | 佳作       | 倉沢英彬   | 「町へ」               |
| 第40回（1975年度・上） | 991編    | 受賞作なし | 受賞作なし | 受賞作なし             |

### 第41回から第50回
| 回（年）               | 応募総数 | 賞         | 受賞者     | 受賞作                       |
| ---------------------- | -------- | ---------- | ---------- | ---------------------------- |
| 第41回（1975年度・下） | 1274編   | 受賞       | 三好京三   | 「子育てごっこ」             |
| 第41回（1975年度・下） | 1274編   | 佳作       | 北澤三保   | 「遥かな森」                 |
| 第42回（1976年度・上） | 946編    | 受賞作なし | 受賞作なし | 受賞作なし                   |
| 第42回（1976年度・上） | 946編    | 佳作       | 野津決     | 「鉛の華」                   |
| 第42回（1976年度・上） | 946編    | 佳作       | 黒田宏治郎 | 「遺体」                     |
| 第43回（1976年度・下） | 1248編   | 受賞作なし | 受賞作なし | 受賞作なし                   |
| 第44回（1977年度・上） | 1132編   | 受賞作なし | 受賞作なし | 受賞作なし                   |
| 第44回（1977年度・上） | 1132編   | 佳作       | 松代達生   | 「子殺し」                   |
| 第44回（1977年度・上） | 1132編   | 佳作       | 草間承権   | 「秋の実」                   |
| 第45回（1977年度・下） | 1586編   | 受賞       | 井川正史   | 「長い午後」                 |
| 第45回（1977年度・下） | 1586編   | 受賞       | 三輪滋     | 「ステンドグラスの中の風景」 |
| 第46回（1978年度・上） | 1248編   | 受賞       | 岩猿孝広   | 「信号機の向こうへ」         |
| 第46回（1978年度・上） | 1248編   | 受賞       | 石原悟     | 「流れない川」               |
| 第47回（1978年度・下） | 1276編   | 受賞       | 松浦理英子 | 「葬儀の日」                 |
| 第47回（1978年度・下） | 1276編   | 佳作       | 寺沢健一郎 | 「生殖関係」                 |
| 第48回（1979年度・上） | 1278編   | 受賞       | 古荘正朗   | 「年頃」                     |
| 第48回（1979年度・上） | 1278編   | 佳作       | 松家仁之   | 「夜の樹」                   |
| 第49回（1979年度・下） | 1311編   | 受賞作なし | 受賞作なし | 受賞作なし                   |
| 第50回（1980年度・上） | 1526編   | 受賞       | 村上節     | 「狸」                       |

### 第51回から第60回
| 回（年）               | 応募総数 | 賞   | 受賞者     | 受賞作                     |
| ---------------------- | -------- | ---- | ---------- | -------------------------- |
| 第51回（1980年度・下） | 1541編   | 受賞 | 木崎さと子 | 「裸足」                   |
| 第51回（1980年度・下） | 1541編   | 佳作 | 峰原緑子   | 「ゆらり、と」             |
| 第52回（1981年度・上） | 1273編   | 受賞 | 峰原緑子   | 「風のけはい」             |
| 第53回（1981年度・下） | 1355編   | 受賞 | 南木佳士   | 「破水」                   |
| 第53回（1981年度・下） | 1355編   | 佳作 | 最上典世   | 「田舎審判」               |
| 第54回（1982年度・上） | 1210編   | 受賞 | 田中健三   | 「あなしの吹く頃」         |
| 第54回（1982年度・上） | 1210編   | 佳作 | 佐藤竜一郎 | 「A・B・C……」              |
| 第55回（1982年度・下） | 1288編   | 受賞 | 田野武裕   | 「浮上」                   |
| 第55回（1982年度・下） | 1288編   | 受賞 | 山川一作   | 「雷電石縁起」             |
| 第56回（1983年度・上） | 1251編   | 受賞 | 高橋一起   | 「犬のように死にましょう」 |
| 第57回（1983年度・下） | 1319編   | 受賞 | 赤羽建美   | 「住宅」                   |
| 第58回（1984年度・上） | 1127編   | 受賞 | 海辺鷹彦   | 「端黒豹紋」               |
| 第58回（1984年度・上） | 1127編   | 受賞 | 阿南泰     | 「錨のない部屋」           |
| 第59回（1984年度・下） | 1132編   | 受賞 | 佑木美紀   | 「月姫降臨」               |
| 第59回（1984年度・下） | 1132編   | 受賞 | 石島あづさ | 「水位」                   |
| 第60回（1985年度・上） | 1084編   | 受賞 | 武部悦子   | 「明希子」                 |
| 第60回（1985年度・上） | 1084編   | 受賞 | 米谷ふみ子 | 「遠来の客」               |

### 第61回から第70回
| 回（年）               | 応募総数 | 賞   | 受賞者     | 受賞作                   |
| ---------------------- | -------- | ---- | ---------- | ------------------------ |
| 第61回（1985年度・下） | 1127編   | 受賞 | 早野貢司   | 「朝鮮人街道」           |
| 第61回（1985年度・下） | 1127編   | 受賞 | 中島俊輔   | 「夏の賑わい」           |
| 第61回（1985年度・下） | 1127編   | 佳作 | 大島賢二   | 「青の領域」             |
| 第62回（1986年度・上） | 1051編   | 受賞 | 藤本恵子   | 「比叡を仰ぐ」           |
| 第63回（1986年度・下） | 1056編   | 受賞 | 片山恭一   | 「気配」                 |
| 第63回（1986年度・下） | 1056編   | 受賞 | 松本富生   | 「野薔薇の道」           |
| 第64回（1987年度・上） | 1096編   | 受賞 | 鷺沢萠     | 「川べりの道」           |
| 第64回（1987年度・上） | 1096編   | 受賞 | 尾崎昌躬   | 「東明の浜」             |
| 第65回（1987年度・下） | 1123編   | 受賞 | 谷口哲秋   | 「遠方より」             |
| 第65回（1987年度・下） | 1123編   | 佳作 | 茅野裕城子 | 「有髪」                 |
| 第65回（1987年度・下） | 1123編   | 佳作 | 白川ゆうき | 「蔵王おろし」           |
| 第65回（1987年度・下） | 1123編   | 佳作 | 濱口隆義   | 「游泥の海」             |
| 第66回（1988年度・上） | 1089編   | 受賞 | 坂谷照美   | 「四日間」               |
| 第66回（1988年度・上） | 1089編   | 受賞 | 小浜清志   | 「風の河」               |
| 第67回（1988年度・下） | 1103編   | 受賞 | 濱口隆義   | 「夏の果て」             |
| 第67回（1988年度・下） | 1103編   | 受賞 | 梶井俊介   | 「僕であるための旅」     |
| 第67回（1988年度・下） | 1103編   | 佳作 | 長屋和哉   | 「インディオの眩しい髪」 |
| 第68回（1989年度・上） | 1063編   | 受賞 | 山里禎子   | 「ソウル・トリップ」     |
| 第69回（1989年度・下） | 898編    | 受賞 | 中村隆資   | 「流離譚」               |
| 第69回（1989年度・下） | 898編    | 受賞 | 瀧澤美恵子 | 「ネコババのいる町で」   |
| 第69回（1989年度・下） | 898編    | 佳作 | 上原礼     | 「ローリングストーン」   |
| 第70回（1990年度・上） | 1118編   | 受賞 | 河林満     | 「渇水」                 |
| 第70回（1990年度・上） | 1118編   | 佳作 | 比嘉辰夫   | 「猫の火」               |

### 第71回から第80回
| 回（年）               | 応募総数 | 賞   | 受賞者       | 受賞作                                        |
| ---------------------- | -------- | ---- | ------------ | --------------------------------------------- |
| 第71回（1990年度・下） | 1200編   | 受賞 | 竹野昌代     | 「狂いバチ、迷いバチ」                        |
| 第71回（1990年度・下） | 1200編   | 佳作 | 夏川戸榮子   | 「夜を渡る音」                                |
| 第72回（1991年度・上） | 1400編   | 受賞 | みどりゆうこ | 「海を渡る植物群」                            |
| 第73回（1991年度・下） | 1400編   | 受賞 | 市村薫       | 「名前のない表札」                            |
| 第74回（1992年度・上） | 1420編   | 受賞 | 安斎あざみ   | 「樹木内侵入臨床士」                          |
| 第74回（1992年度・上） | 1420編   | 受賞 | 大島真寿美   | 「春の手品師」                                |
| 第75回（1992年度・下） | 1200編   | 受賞 | 伏本和代     | 「ちょっとムカつくけれど、 居心地のいい場所」 |
| 第75回（1992年度・下） | 1200編   | 佳作 | 名取眞吉     | 「タクシー・ドライバー」                      |
| 第76回（1993年度・上） | 1493編   | 受賞 | 高林杳子     | 「無人車」                                    |
| 第77回（1993年度・下） | 1444編   | 受賞 | 中村邦生     | 「冗談関係のメモリアル」                      |
| 第77回（1993年度・下） | 1444編   | 受賞 | 篠原一       | 「壊音 KAI-ON」                               |
| 第78回（1994年度・上） | 1537編   | 受賞 | 松尾光治     | 「ファースト・ブルース」                      |
| 第79回（1994年度・下） | 1971編   | 受賞 | 木崎巴       | 「マイナス因子」                              |
| 第80回（1995年度・上） | 1490編   | 受賞 | 青来有一     | 「ジェロニモの十字架」                        |

### 第81回から第90回
| 回（年）               | 応募総数 | 賞                            | 受賞者     | 受賞作                       |
| ---------------------- | -------- | ----------------------------- | ---------- | ---------------------------- |
| 第81回（1995年度・下） | 1422編   | 受賞                          | 塩崎豪士   | 「目印はコンビニエンス」     |
| 第81回（1995年度・下） | 1422編   | 受賞                          | 清野栄一   | 「デッドエンド・スカイ」     |
| 第81回（1995年度・下） | 1422編   | 奥泉光奨励賞 山田詠美奨励賞   | 山田あかね | 「終わりのいろいろなかたち」 |
| 第82回（1996年度・上） | 1404編   | 受賞作なし                    | 受賞作なし | 受賞作なし                   |
| 第82回（1996年度・上） | 1404編   | 島田雅彦奨励賞 辻原登奨励賞   | 新堂令子   | 「サイレントパニック」       |
| 第83回（1996年度・下） | 1683編   | 受賞                          | 最上煬介   | 「物語が殺されたあとで」     |
| 第83回（1996年度・下） | 1683編   | 受賞                          | 大村麻梨子 | 「ギルド」                   |
| 第84回（1997年度・上） | 1345編   | 受賞                          | 吉田修一   | 「最後の息子」               |
| 第85回（1997年度・下） | 1627編   | 受賞                          | 橘川有彌   | 「くろい、こうえんの」       |
| 第85回（1997年度・下） | 1627編   | 島田雅彦奨励賞 山田詠美奨励賞 | 砂田ガロン | 「天麩羅車掌」               |
| 第86回（1998年度・上） | 1195編   | 受賞                          | 若合春侑   | 「腦病院へまゐります。」     |
| 第86回（1998年度・上） | 1195編   | 奥泉光奨励賞                  | 坂上康二   | 「ロッキィ ワールド」        |
| 第87回（1998年度・下） | 1527編   | 受賞作なし                    | 受賞作なし | 受賞作なし                   |
| 第87回（1998年度・下） | 1527編   | 奥泉光・ 島田雅彦奨励賞       | 三輪克巳   | 「働かざるもの」             |
| 第88回（1999年度・上） | 1225編   | 受賞                          | 羽根田康美 | 「LA心中」                   |
| 第88回（1999年度・上） | 1225編   | 受賞                          | 松崎美保   | 「DAY LABOUR」               |
| 第88回（1999年度・上） | 1225編   | 浅田彰・ 山田詠美奨励賞       | 最向涼子   | 「ひまつぶし」               |
| 第89回（1999年度・下） | 1621編   | 受賞作なし                    | 受賞作なし | 受賞作なし                   |
| 第89回（1999年度・下） | 1621編   | 島田雅彦・ 辻原登奨励賞       | 水野由美   | 「ほたる座」                 |
| 第90回（2000年度・上） | 1349編   | 受賞作なし                    | 受賞作なし | 受賞作なし                   |
| 第90回（2000年度・上） | 1349編   | 辻原登奨励賞                  | 福迫光英   | 「ガリバーの死体袋」         |

### 第91回から第100回
| 回（年）                | 応募総数 | 賞                      | 受賞者       | 受賞作                         |
| ----------------------- | -------- | ----------------------- | ------------ | ------------------------------ |
| 第91回（2000年度・下）  | 1715編   | 受賞                    | 都築隆広     | 「看板屋の恋」                 |
| 第91回（2000年度・下）  | 1715編   | 島田雅彦奨励賞          | 飯塚朝美     | 「ミゼリコード」               |
| 第92回（2001年度・上）  | 1235編   | 受賞                    | 吉村萬壱     | 「クチュクチュバーン」         |
| 第92回（2001年度・上）  | 1235編   | 受賞                    | 長嶋有       | 「サイドカーに犬」             |
| 第93回（2001年度・下）  | 1537編   | 受賞作なし              | 受賞作なし   | 受賞作なし                     |
| 第93回（2001年度・下）  | 1537編   | 佳作                    | 東野一美     | 「白い夏」                     |
| 第94回（2002年度・上）  | 1236編   | 受賞                    | 北岡耕二     | 「わたしの好きなハンバーガー」 |
| 第94回（2002年度・上）  | 1236編   | 受賞                    | 蒔岡雪子     | 「飴玉が三つ」                 |
| 第95回（2002年度・下）  | 1633編   | 受賞作なし              | 受賞作なし   | 受賞作なし                     |
| 第95回（2002年度・下）  | 1633編   | 佳作                    | 河西美穂     | 「ミネさん」                   |
| 第96回（2003年度・上）  | 1417編   | 受賞                    | 絲山秋子     | 「イッツ・オンリー・トーク」   |
| 第97回（2003年度・下）  | 1898編   | 受賞                    | 由真直人     | 「ハンゴンタン」               |
| 第98回（2004年度・上）  | 1377編   | 受賞                    | モブ・ノリオ | 「介護入門」                   |
| 第98回（2004年度・上）  | 1377編   | 佳作                    | 宮下奈都     | 「静かな雨」                   |
| 第99回（2004年度・下）  | 1887編   | 受賞                    | 赤染晶子     | 「初子さん」                   |
| 第99回（2004年度・下）  | 1887編   | 島田雅彦奨励賞          | 寺坂小迪     | 「ヒヤシンス」                 |
| 第100回（2005年度・上） | 1659編   | 受賞作なし              | 受賞作なし   | 受賞作なし                     |
| 第100回（2005年度・上） | 1659編   | 辻原登・ 松浦寿輝奨励賞 | 佐久吉忠夫   | 「末黒野」                     |

### 第101回から第110回
| 回（年）                | 応募総数 | 賞                          | 受賞者             | 受賞作                     |
| ----------------------- | -------- | --------------------------- | ------------------ | -------------------------- |
| 第101回（2005年度・下） | 1927編   | 受賞                        | 中山智幸           | 「さりぎわの歩き方」       |
| 第101回（2005年度・下） | 1927編   | 辻原登奨励 参考作           | 桑井朋子           | 「退行する日々」           |
| 第102回（2006年度・上） | 1398編   | 受賞                        | 木村紅美           | 「風化する女」             |
| 第102回（2006年度・上） | 1398編   | 島田雅彦奨励賞              | 澁谷禎之           | 「バードメン」             |
| 第103回（2006年度・下） | 1937編   | 受賞                        | 田山朔美           | 「裏庭の穴」               |
| 第103回（2006年度・下） | 1937編   | 受賞                        | 藤野可織           | 「いやしい鳥」             |
| 第104回（2007年度・上） | 1315編   | 受賞                        | 円城塔             | 「オブ・ザ・ベースボール」 |
| 第104回（2007年度・上） | 1315編   | 受賞                        | 谷崎由依           | 「舞い落ちる村」           |
| 第105回（2007年度・下） | 1727編   | 受賞                        | 楊逸               | 「ワンちゃん」             |
| 第105回（2007年度・下） | 1727編   | 島田雅彦奨励賞              | 早川阿栗           | 「東京キノコ」             |
| 第105回（2007年度・下） | 1727編   | 辻原登奨励賞                | 牧田真有子         | 「椅子」                   |
| 第106回（2008年度・上） | 1301編   | 受賞                        | 北野道夫           | 「逃げ道」                 |
| 第107回（2008年度・下） | 1807編   | 受賞                        | 上村渉             | 「射手座」                 |
| 第107回（2008年度・下） | 1807編   | 受賞                        | 松波太郎           | 「廃車」                   |
| 第108回（2009年度・上） | 1594編   | 受賞                        | シリン・ネザマフィ | 「白い紙」                 |
| 第109回（2009年度・下） | 2008編   | 受賞                        | 奥田真理子         | 「ディヴィジョン」         |
| 第109回（2009年度・下） | 2008編   | 花村萬月・ 松浦理英子特別賞 | 合原壮一朗         | 「狭い庭」                 |
| 第110回（2010年度・上） | 1639編   | 受賞                        | 鶴川健吉           | 「乾燥腕」                 |
| 第110回（2010年度・上） | 1639編   | 受賞                        | 穂田川洋山         | 「自由高さH」              |

### 第111回から第120回
| 回（年）                | 応募総数 | 賞             | 受賞者     | 受賞作                                   |
| ----------------------- | -------- | -------------- | ---------- | ---------------------------------------- |
| 第111回（2010年度・下） | 2052編   | 受賞           | 吉井磨弥   | 「ゴルディータは食べて、寝て、働くだけ」 |
| 第112回（2011年度・上） | 1778編   | 受賞           | 水原涼     | 「甘露」                                 |
| 第112回（2011年度・上） | 1778編   | 受賞           | 山内令南   | 「癌だましい」                           |
| 第113回（2011年度・下） | 1985編   | 受賞           | 鈴木善徳   | 「髪魚」                                 |
| 第113回（2011年度・下） | 1985編   | 受賞           | 馳平啓樹   | 「きんのじ」                             |
| 第114回（2012年度・上） | 1650編   | 受賞           | 小祝百々子 | 「こどもの指につつかれる」               |
| 第115回（2012年度・下） | 2223編   | 受賞           | 守山忍     | 「隙間」                                 |
| 第115回（2012年度・下） | 2223編   | 受賞           | 二瓶哲也   | 「最後のうるう年」                       |
| 第116回（2013年度・上） | 1590編   | 受賞作なし     | 受賞作なし | 受賞作なし                               |
| 第117回（2013年度・下） | 1720編   | 受賞           | 前田隆壱   | 「アフリカ鯰」                           |
| 第117回（2013年度・下） | 1720編   | 受賞           | 守島邦明   | 「息子の逸楽」                           |
| 第117回（2013年度・下） | 1720編   | 吉田修一奨励賞 | 野上健     | 「走る夜」                               |
| 第118回（2014年度・上） | 1713編   | 受賞           | 諸隈元     | 「熊の結婚」                             |
| 第119回（2014年度・下） | 1956編   | 受賞           | 板垣真任   | 「トレイス」                             |
| 第119回（2014年度・下） | 1956編   | 佳作           | 小笠原瀧   | 「夜の斧」                               |
| 第119回（2014年度・下） | 1956編   | 佳作           | 森井良     | 「ミックスルーム」                       |
| 第120回（2015年度）     | 1566編   | 受賞           | 加藤秀行   | 「サバイブ」                             |
| 第120回（2015年度）     | 1566編   | 受賞           | 杉本裕孝   | 「ヴェジトピア」                         |

### 第121回から
| 回（年）            | 応募総数 | 賞         | 受賞者         | 受賞作                             |
| ------------------- | -------- | ---------- | -------------- | ---------------------------------- |
| 第121回（2016年度） | 2095編   | 受賞       | 砂川文次       | 「市街戦」                         |
| 第121回（2016年度） | 2095編   | 受賞       | 渡辺勝也       | 「人生のアルバム」                 |
| 第122回（2017年度） | 2445編   | 受賞       | 沼田真佑       | 「影裏」                           |
| 第123回（2018年度） | 2593編   | 受賞作なし | 受賞作なし     | 受賞作なし                         |
| 第124回（2019年度） | 2172編   | 受賞       | 奥野紗世子     | 「逃げ水は街の血潮」               |
| 第124回（2019年度） | 2172編   | 受賞       | 田村広済       | 「レンファント」                   |
| 第125回（2020年度） | 2251編   | 受賞       | 三木三奈       | 「アキちゃん」                     |
| 第126回（2021年度） | 2817編   | 受賞       | 青野暦         | 「穀雨のころ」                     |
| 第126回（2021年度） | 2817編   | 受賞       | 九段理江       | 「悪い音楽」                       |
| 第127回（2022年度） | 2770編   | 受賞       | 年森瑛         | 「N/A」                            |
| 第128回（2023年度） | 2229編   | 受賞       | 市川沙央       | 「ハンチバック」                   |
| 第129回（2024年度） | 2120編   | 受賞       | 旗原理沙子     | 「私は無人島」                     |
| 第129回（2024年度） | 2120編   | 受賞       | 福海隆         | 「日曜日（付随する19枚のパルプ）」 |
| 第130回（2025年度） | 2404編   | 受賞       | 浅田優真       | 「親切な殺人」                     |
| 第130回（2025年度） | 2404編   | 受賞       | しじまむらさき | 「さそり座の火星」                 |

## 選考委員
- 第1回から第4回 - 伊藤整、井上靖、武田泰淳、平野謙、吉田健一
- 第5回から第8回 - 野間宏、阿川弘之、福田恆存、椎名麟三、臼井吉見
- 第9回から第12回 - 山本健吉、平野謙、梅崎春生、遠藤周作、曽野綾子
  - 第10回は遠藤の代わりに吉行淳之介、第11回は曽野の代わりに由起しげ子
- 第13回から第16回 - 井上靖、平野謙、吉行淳之介、武田泰淳、江藤淳
  - 第14回は武田の代わりに曽野、第15回は江藤の代わりに遠藤
- 第17回から第21回 - 井上靖、大岡昇平、石原慎太郎、武田泰淳、遠藤周作
  - 第18回は大岡の代わりに堀田善衛
- 第22回から第24回 - 野間宏、安岡章太郎、佐伯彰一、平野謙、吉行淳之介
- 第25回から第30回 - 上記のうち佐伯が開高健に交代
- 第31回から第33回 - 野間宏、井上光晴、中村真一郎、武田泰淳、丸谷才一
- 第34回、第35回 - 上記のうち武田が佐伯彰一に交代
- 第36回 - 丸谷才一、開高健、辻邦生、阿部昭
- 第37回から第39回 - 上記のメンバーに黒井千次が加わる
- 第40回 - 丸谷才一、開高健、阿部昭、黒井千次
- 第41回から第44回 - 石原慎太郎、開高健、坂上弘、丸山健二、森内俊雄
- 第45回から第57回 - 清岡卓行、柴田翔、田久保英夫、古井由吉、阿部昭
- 第58回から第59回 - 中上健次、田久保英夫、清岡卓行、畑山博、宮本輝
- 第60回から第62回 - 上記のうち清岡が黒井に代わる
- 第63回から第66回 - 中上、日野啓三、黒井、畑山、宮本
- 第67回から第69回 - 青野聰、津島佑子、中上健次、畑山、宮本
- 第70回から第72回 - 上記のうち中上が池内紀に代わる
- 第73回 - 青野、柴田、池内、畑山、山田詠美
- 第74回から第79回 - 木崎さと子、柴田、池内、畑山、山田
- 第80回から第97回 - 浅田彰、奥泉光、島田雅彦、辻原登、山田詠美
- 第98回から第99回 - 浅田彰、奥泉光、島田雅彦、辻原登
- 第100回から第105回 - 浅田彰、川上弘美、島田雅彦、辻原登、松浦寿輝
- 第106回から第119回 - 角田光代、花村萬月、松浦寿輝、松浦理英子、吉田修一
- 第120回から第121回 - 円城塔、川上未映子、松浦理英子、吉田修一、綿矢りさ
- 第122回から第124回 - 東浩紀、円城塔、川上未映子、長嶋有、綿矢りさ
- 第125回から第126回 - 東浩紀、円城塔、川上未映子、長嶋有、中村文則
- 第127回 - 青山七恵、東浩紀、金原ひとみ、長嶋有、中村文則、村田沙耶香
- 第128回から - 青山七恵、阿部和重、金原ひとみ、中村文則、村田沙耶香

## 初期の文學界新人賞について
初期の文學界新人賞は、現在と違い年に数回募集と選考会を行って入選作を決定し、そのうち最も優れた作品を受賞作とするシステムを採っていた。第1回は1955年4月、7月、10月、1956年1月に入選作が発表されており、受賞作となった石原慎太郎「太陽の季節」は7月の入選作であった。ちなみに、1月の入選作は有吉佐和子の「地唄」である。第1回においては、入選者には適当な原稿料が、受賞者には賞金5万円が与えられた。また、規定枚数は30枚以上100枚以内とされていた。